# Sistema solar
El sistema solar es el sistema planetario que liga gravitacionalmente a un conjunto de objetos astronómicos que giran directa o indirectamente en una órbita alrededor de una única estrella conocida con el nombre de Sol.
La estrella concentra el 99,86 % de la masa del sistema solar, y la mayor parte de la masa restante se concentra en ocho planetas cuyas órbitas son prácticamente circulares y transitan dentro de un disco casi llano llamado plano eclíptico. Los cuatro planetas más cercanos, considerablemente más pequeños, Mercurio, Venus, Tierra y Marte, también conocidos como los planetas terrestres, están compuestos principalmente por roca y metal. Mientras que los cuatro más alejados, denominados gigantes gaseosos o «planetas jovianos», más masivos que los terrestres, están compuestos de hielo y gases. Los dos más grandes, Júpiter y Saturno, están compuestos principalmente de helio e hidrógeno. Urano y Neptuno, denominados gigantes helados, están formados mayoritariamente por agua congelada, amoniaco y metano.

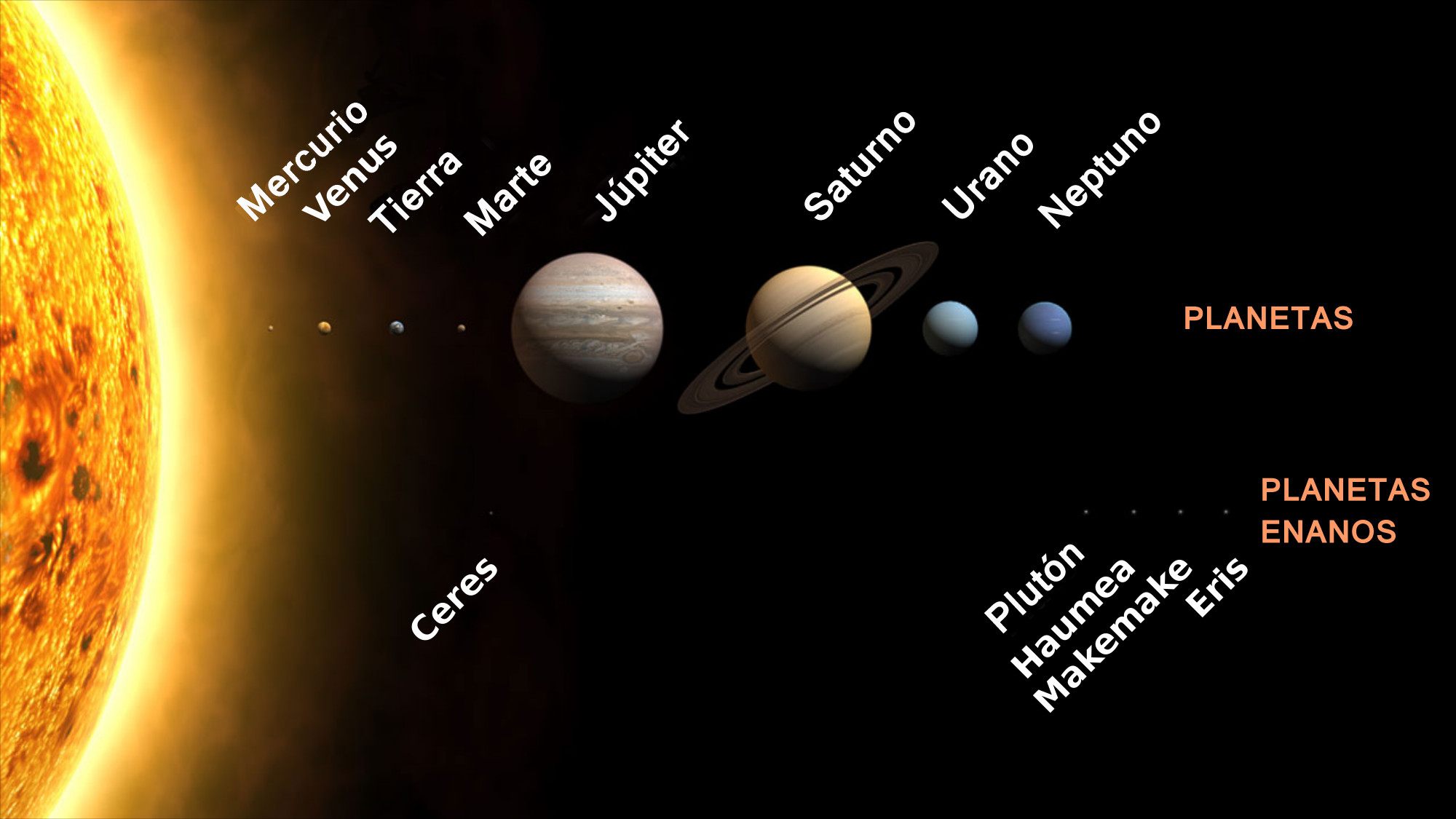
El Sol y los planetas del sistema solar. Los tamaños están a escala, pero no así las distancias.

El Sol es el único cuerpo celeste del sistema solar que emite luz propia, debido a la fusión termonuclear del hidrógeno y su transformación en helio en su núcleo. 
El sistema solar se formó hace unos 4600 millones de años a partir del colapso de una nube molecular. El material residual originó un disco circunestelar protoplanetario en el que ocurrieron los procesos físicos que llevaron a la formación de los planetas.
El sistema solar se ubica en la actualidad en la nube Interestelar Local que se halla en la Burbuja Local del brazo de Orión, de la galaxia espiral Vía Láctea, a unos 28 000 años luz del centro de esta.

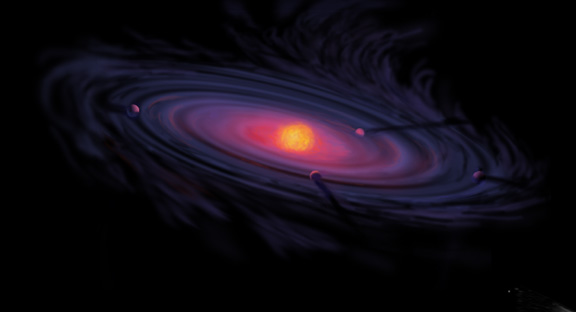
Concepción artística de un disco protoplanetario

El sistema solar es también el hogar de varias regiones compuestas por objetos pequeños. El cinturón de asteroides, ubicado entre Marte y Júpiter, es similar a los planetas terrestres ya que está constituido principalmente por roca y metal. En este cinturón se encuentra el planeta enano Ceres.
Más allá de la órbita de Neptuno están el cinturón de Kuiper, el disco disperso y la nube de Oort, que incluyen objetos transneptunianos formados por agua, amoníaco y metano principalmente. En este lugar existen cuatro planetas enanos: Haumea, Makemake, Eris y Plutón, el cual fue considerado el noveno planeta del sistema solar hasta 2006. Este tipo de cuerpos celestes ubicados más allá de la órbita de Neptuno son también llamados plutoides, los cuales junto a Ceres, poseen el suficiente tamaño para que se hayan redondeado por efectos de su gravedad, pero que se diferencian principalmente de los planetas porque no han vaciado su órbita de cuerpos vecinos.
Adicionalmente a los miles de objetos pequeños de estas dos zonas, algunas docenas de los cuales son candidatos a planetas enanos, existen otros grupos como cometas, centauros y polvo cósmico que viajan libremente entre regiones. Seis planetas y cuatro planetas enanos poseen satélites naturales. El viento solar, un flujo de plasma del Sol, crea una burbuja de viento estelar en el medio interestelar conocido como heliosfera, la que se extiende hasta el borde del disco disperso. La nube de Oort, la cual se cree que es la fuente de los cometas de período largo, es el límite del sistema solar y su borde está ubicado a un año luz desde el Sol.
A principios del año 2016, se publicó un estudio según el cual puede existir un noveno planeta en el sistema solar, al que dieron el nombre provisional de Phattie. Se estima que el tamaño de Phattie sería entre el de Neptuno y la Tierra y que el hipotético planeta sería de composición gaseosa.

## Descubrimientos y exploración

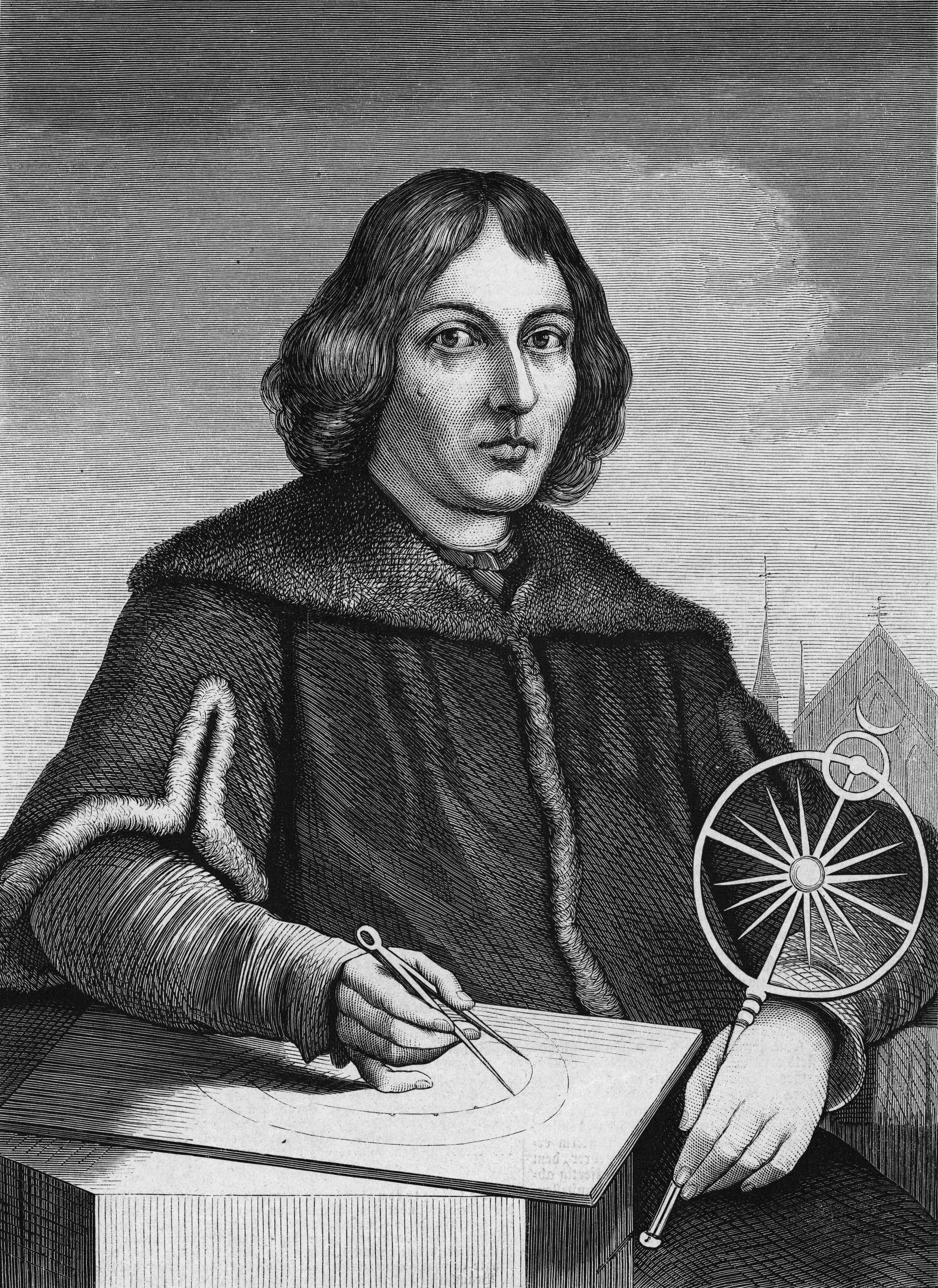
Nicolás Copérnico

Algunas de las más antiguas civilizaciones concibieron al universo desde una perspectiva geocéntrica, como en Babilonia en donde su visión del mundo estuvo representada de esta forma.
En Occidente, el griego presocrático Anaximandro declaró a la Tierra como centro del universo, imaginó a esta como un pilar en forma de tambor equilibrado en sus cuatro puntos más distantes lo que, en su opinión, le permitió tener estabilidad.
Pitágoras y sus seguidores hablaron por primera vez del planeta como una esfera, basándose en la observación de los eclipses; y en el siglo IV a. C. Platón junto a su estudiante Aristóteles escribieron textos del modelo geocéntrico de Anaximandro, fusionándolo con el esférico pitagórico.
Pero fue el trabajo del astrónomo heleno Claudio Ptolomeo, especialmente su publicación llamada Almagesto expuesta en el siglo II de nuestra era, el cual sirvió durante un período de casi 1300 años como la norma en la cual se basaron tanto astrónomos europeos como islámicos.
Si bien el griego Aristarco presentó en el siglo siglo III a. C. a la teoría heliocéntrica y más adelante el matemático hindú Aryabhata hizo lo mismo, ningún astrónomo desafió realmente el modelo geocéntrico hasta la llegada del polaco Nicolás Copérnico el cual causó una verdadera revolución en esta rama a nivel mundial, por lo cual es considerado el padre de la astronomía moderna.
Esto debido a que, a diferencia de sus antecesores, su obra consiguió una amplia difusión pese a que fue concebida para circular en privado; el papa Clemente VII pidió información de este texto en 1533 y Lutero en 1539 lo calificó de «astrólogo advenedizo que pretende probar que la Tierra es la que gira».
La obra de Copérnico otorga dos movimientos a la Tierra, uno de rotación en su propio eje cada 24 horas y uno de traslación alrededor del Sol cada año, con la particularidad de que este era circular y no elíptico como lo describimos hoy.
En el siglo XVII, el trabajo de Copérnico fue impulsado por científicos como Galileo Galilei, quien ayudado con un nuevo invento, el telescopio, descubre que alrededor de Júpiter rotan satélites naturales que afectaron en gran forma la concepción de la teoría geocéntrica ya que estos cuerpos celestes no orbitaban a la Tierra; lo que ocasionó un gran conflicto entre la Iglesia y los científicos que impulsaban esta teoría, el cual culminó con el apresamiento y sentencia del tribunal de la inquisición a Galileo por herejía al estar su idea contrapuesta con el modelo clásico religioso.
Su contemporáneo Johannes Kepler, a partir del estudio de la órbita circular intentó explicar la traslación planetaria sin conseguir ningún resultado, por lo que reformuló sus teorías y publicó, en el año 1609, las hoy conocidas leyes de Kepler en su obra Astronomia nova, en la que establece una órbita elíptica la cual se confirmó cuando predijo satisfactoriamente el tránsito de Venus del año 1631.
Junto a ellos, el científico británico Isaac Newton formuló y dio una explicación al movimiento planetario mediante sus leyes y el desarrollo del concepto de la gravedad. Sin embargo, el heliocentrismo no sería apoyado experimentalmente sino hasta décadas después con el descubrimiento de la aberración de la luz por el astrónomo inglés James Bradley en 1725, y la medición del paralaje estelar efectuada por el matemático alemán Friedrich Bessel en 1838.
En 1655, el científico neerlandés Christiaan Huygens descubrió el satélite Titán y la verdadera naturaleza de los anillos de Saturno, y describió por primera vez las dimensiones reales del entonces conocido sistema solar (6 planetas y 6 lunas). En 1704 se acuñó el término "sistema solar". El científico británico Edmund Halley dedicó sus estudios principalmente al análisis de las órbitas de los cometas. El mejoramiento del telescopio durante este tiempo permitió a los científicos de todo el mundo descubrir nuevas características de los cuerpos celestes que existen.
A mediados del siglo XX, el 12 de abril de 1961, el cosmonauta Yuri Gagarin se convirtió en el primer hombre en el espacio; la misión estadounidense Apolo 11, al mando de Neil Armstrong llega a la Luna el 16 de julio de 1969. En la actualidad, el sistema solar se estudia con la ayuda de telescopios terrestres, observatorios espaciales y misiones espaciales.

## Características generales

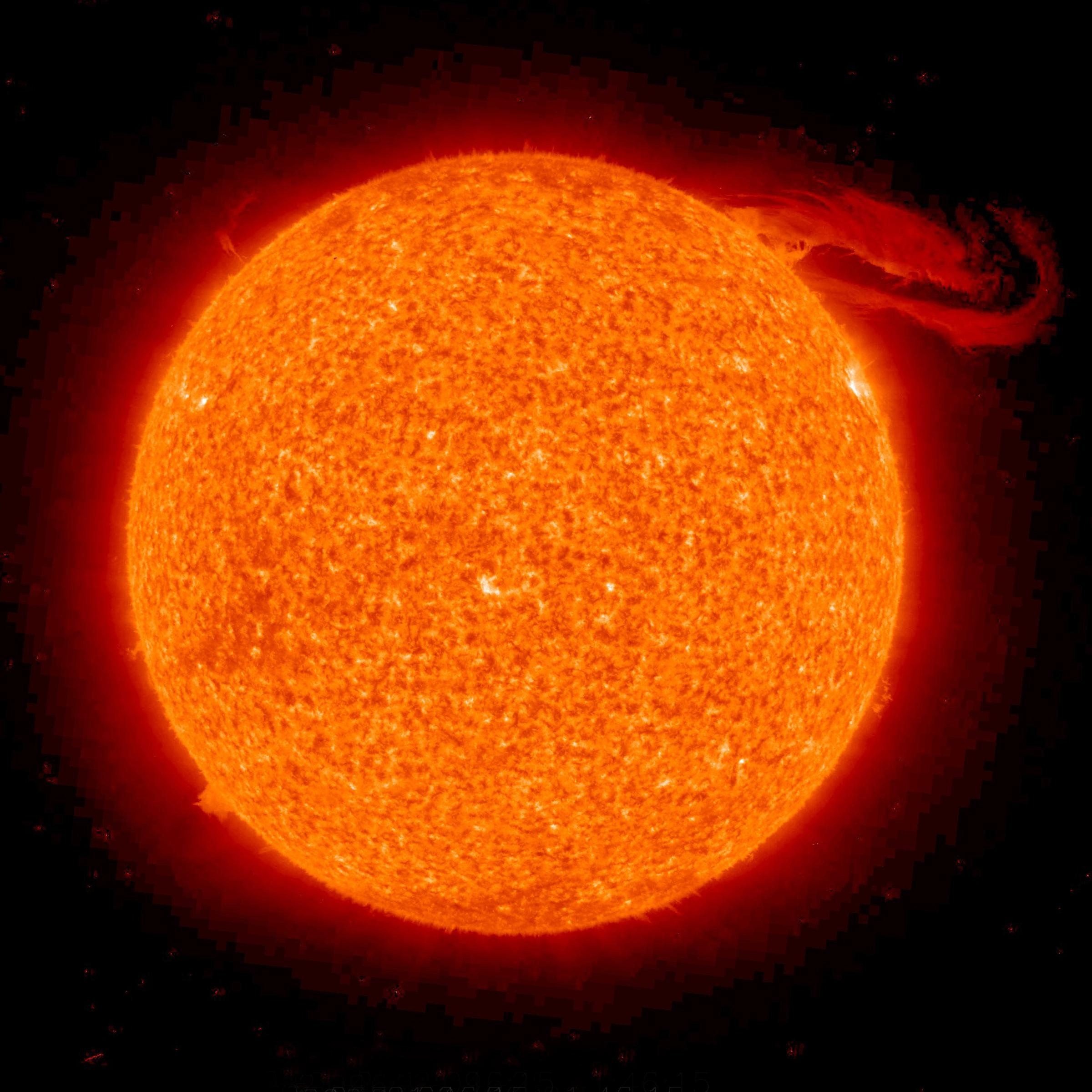
El Sol.

Los planetas y los asteroides orbitan alrededor del Sol, aproximadamente en un mismo plano y siguiendo órbitas elípticas (en sentido antihorario, si se observasen desde el Polo Norte del Sol); aunque hay excepciones, como el cometa Halley, que gira en sentido horario. El plano en el que gira la Tierra alrededor del Sol se denomina plano de la eclíptica, y los demás planetas orbitan aproximadamente en el mismo plano. Aunque algunos objetos orbitan con un gran grado de inclinación respecto de este, como Plutón que posee una inclinación con respecto al eje de la eclíptica de 17.º, así como una parte importante de los objetos del cinturón de Kuiper.
Según sus características, los cuerpos que forman parte del sistema solar se clasifican como sigue:
- El Sol, una estrella de tipo espectral G2 que contiene más del 99,86 % de la masa del sistema. Con un diámetro de 1 400 000 km, se compone de un 75 % de hidrógeno, un 20 % de helio y 5 % de oxígeno, carbono, hierro y otros elementos.[42]
- Los planetas, divididos en planetas interiores (también llamados terrestres o telúricos) y planetas exteriores o gigantes. Entre estos últimos, Júpiter y Saturno se denominan gigantes gaseosos, mientras que Urano y Neptuno suelen nombrarse gigantes helados. Todos los planetas gigantes tienen a su alrededor anillos.
- Los planetas enanos son cuerpos cuya masa les permite tener forma esférica, pero no es la suficiente como para haber atraído o expulsado a todos los cuerpos a su alrededor. Son: Plutón (hasta 2006 era considerado el noveno planeta del sistema solar),[43] Ceres, Makemake, Eris y Haumea.
- Los satélites son cuerpos mayores que orbitan los planetas; algunos son de gran tamaño, como la Luna, en la Tierra; Ganímedes, en Júpiter, o Titán, en Saturno.
- Los cuerpos menores constituyen el resto de objetos celestes y según la definición de la UAI se subdividen en:
  - Los asteroides son cuerpos menores concentrados mayoritariamente en el cinturón de asteroides entre las órbitas de Marte y Júpiter. Su tamaño varía entre los 50 m hasta los 1000 km de diámetro.
  - Los objetos transneptunianos son objetos helados de órbitas estables pertenecientes a la zona exterior del sistema solar. Se ubican en regiones como el cinturón de Kuiper, el disco disperso y la nube de Oort.
  - Los cometas son objetos helados pequeños conformados por hielo, polvo y rocas. Generalmente poseen órbitas muy excéntricas. Tienen su origen en el cinturón de Kuiper y la nube de Oort.
  - Los meteoroides son objetos menores de 50 m de diámetro, pero mayores que las partículas de polvo cósmico. Suelen ser fragmentos de cometas, asteroides y objetos más grandes.

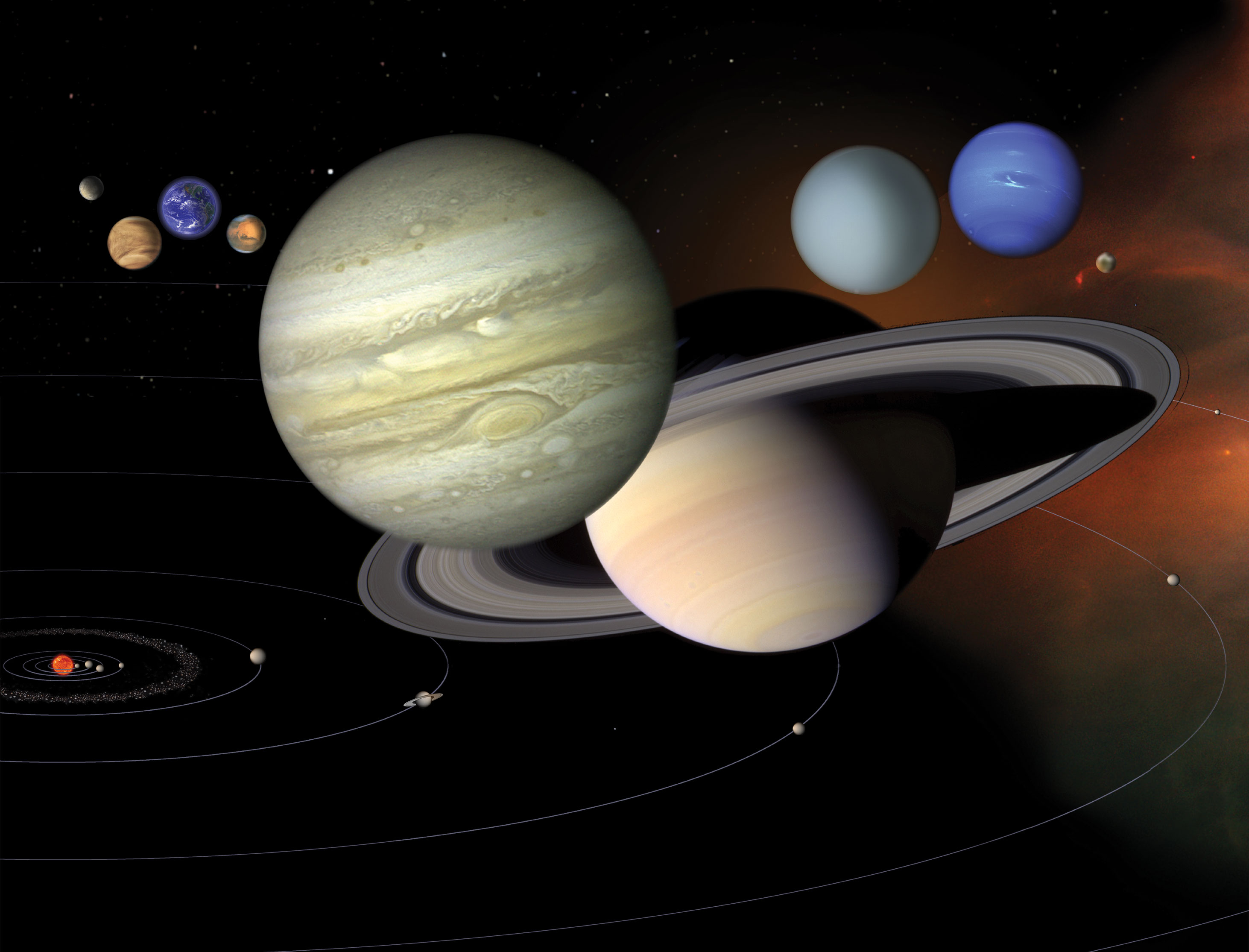
Planetas del sistema solar con sus tamaños y distancias relativas.

El espacio interplanetario en torno al Sol contiene material disperso procedente de la evaporación de cometas y del escape de material proveniente de los diferentes cuerpos masivos. El polvo interplanetario (especie de polvo interestelar) está compuesto de partículas microscópicas sólidas. El gas interplanetario es un tenue flujo de gas y partículas cargadas que forman un plasma que es expulsado por el Sol en el viento solar. El límite exterior del sistema solar se define a través de la región de interacción entre el viento solar y el medio interestelar originado de la interacción con otras estrellas. La región de interacción entre ambos vientos se denomina heliopausa y determina los límites de influencia del Sol. La heliopausa puede encontrarse a unas 100 UA (15 000 millones de kilómetros del Sol).
Los sistemas planetarios detectados alrededor de otras estrellas parecen muy diferentes del sistema solar, si bien con los medios disponibles solo es posible detectar algunos planetas de gran masa en torno a otras estrellas. Por tanto, no parece posible determinar hasta qué punto el sistema solar es característico o atípico entre los sistemas planetarios del universo.

## Formación y evolución
El sistema solar se formó hace 4568 millones de años por el colapso gravitatorio de una parte de una nube molecular gigante. Esta nube primigenia tenía varios años luz de diámetro y probablemente dio a luz a varias estrellas. Como es normal en las nubes moleculares, consistía principalmente de hidrógeno, algo de helio y pequeñas cantidades de elementos pesados surgidos de previas generaciones estelares. A medida que la región —conocida como nebulosa protosolar— se convertía en el sistema solar, colapsaba y la conservación del momento angular hizo que rotase más deprisa. El centro, donde se acumuló la mayor parte de la masa, se volvió cada vez más caliente que el disco circundante. A medida que la nebulosa en contracción rotaba más deprisa, comenzó a aplanarse en un disco protoplanetario con un diámetro de alrededor de 200 UA y una densa y caliente protoestrella en el centro. Los planetas se formaron por acreción a partir de este disco en el que el gas y el polvo atraídos gravitatoriamente entre sí se unen para formar cuerpos cada vez más grandes. En este escenario, cientos de protoplanetas podrían haber surgido en el temprano sistema solar que acabaron fusionándose o fueron destruidos dejando los planetas, los planetas enanos y el resto de cuerpos menores.
Gracias a sus puntos de ebullición más altos, solo los metales y silicatos podían existir en forma sólida cerca del Sol, en el cálido sistema solar interior; estos fueron finalmente los componentes de Mercurio, Venus, la Tierra y Marte: los planetas rocosos. Debido a que los metales solo eran una pequeña parte de la nebulosa solar, los planetas terrestres no se podían hacer muy grandes. Los planetas gigantes (Júpiter, Saturno, Urano y Neptuno) se formaron más lejos, más allá de la línea de congelación: el límite entre las órbitas de Marte y Júpiter donde las temperaturas son lo suficientemente bajas como para que los compuestos volátiles permanezcan sólidos. Los hielos que forman estos planetas eran más abundantes que los metales y silicatos que formaron los planetas terrestres interiores, por lo que los permitió crecer hasta ser lo suficientemente masivos como para capturar grandes atmósferas de hidrógeno y helio: los elementos más ligeros y abundantes. Los residuos restantes que no llegaron a convertirse en planetas se agruparon en regiones como el cinturón de asteroides, el cinturón de Kuiper y la nube de Oort. El modelo de Niza explica la aparición de estas regiones y propone que los planetas exteriores se podrían haber formado en sitios diferentes de los actuales a los que habrían llegado tras múltiples interacciones gravitatorias.
Tras cincuenta millones de años, la densidad del hidrógeno y la presión en el centro de la protoestrella se hicieron tan grandes que comenzó la fusión termonuclear. La temperatura, la velocidad de reacción, la presión y la densidad aumentaron hasta alcanzar el equilibrio hidrostático: la presión térmica igualó a la fuerza de la gravedad. En ese momento, el Sol entró en la secuencia principal. El tiempo que estará en la secuencia principal será de unos diez mil millones de años; en comparación, todas las fases previas al encendido termonuclear duraron unos dos mil millones de años. El viento solar formó la heliosfera que barrió los restos de gas y polvo del disco protoplanetario (y los expulsó al espacio interestelar), con lo que terminó el proceso de formación planetaria. Desde entonces, el Sol se ha ido haciendo cada vez más brillante; en la actualidad es un 70% más brillante que a su entrada en la secuencia principal.
El sistema solar continuará más o menos como lo conocemos hasta que todo el hidrógeno del núcleo del Sol se haya convertido en helio, situación que tendrá lugar dentro de cinco mil millones de años. Esto marcará el final de la estancia del Sol en la secuencia principal. En ese momento el núcleo colapsará y la producción de energía será mucho mayor que en el presente. Las capas exteriores se expandirán unas doscientas sesenta veces su diámetro actual, por lo que se convertirá en una gigante roja. El gran aumento de su superficie hará que esté muchísimo más frío (del orden de 2600 K). Se espera que el Sol en expansión vaporice Mercurio y Venus y vuelva la Tierra inhabitable al mover la zona de habitabilidad más allá de la órbita de Marte. Por último, el núcleo estará lo bastante caliente para fusionar el helio; el Sol quemará helio durante una fracción del tiempo que estuvo quemando hidrógeno. El Sol no tiene la suficiente masa para comenzar la fusión de elementos pesados, por lo que las reacciones nucleares en el núcleo disminuirán. Las capas exteriores se perderán en el espacio en forma de nebulosa planetaria, devolviendo parte del material con el que se formó el Sol —enriquecido con elementos pesados como el carbono— al medio interestelar y dejando atrás una enana blanca con la mitad de la masa original del Sol y el tamaño de la Tierra (un objeto extraordinariamente denso).

## Objetos del sistema solar
Los principales objetos del sistema solar son:

### Estrella central
El Sol es la estrella única y central del sistema solar; por tanto, es la estrella más cercana a la Tierra y el astro con mayor brillo aparente. Su presencia o su ausencia en el cielo terrestre determinan, respectivamente, el día y la noche. La energía radiada por el Sol es aprovechada por los seres fotosintéticos, que constituyen la base de la cadena trófica, y es por ello la principal fuente de energía de la vida. También aporta la energía que mantiene en funcionamiento los procesos climáticos. El Sol es una estrella que se encuentra en la fase denominada secuencia principal, con un tipo espectral G2, que se formó hace unos 5000 millones de años, y permanecerá en la secuencia principal aproximadamente otros 5000 millones de años.
A pesar de ser una estrella mediana, es la única cuya forma circular se puede apreciar a simple vista, con un diámetro angular de 32′35″ de arco en el perihelio y 31′31″ en el afelio, lo que da un diámetro medio de 32′03″. Casualmente, la combinación de tamaños y distancias del Sol y la Luna respecto a la Tierra, hace que se vean aproximadamente con el mismo tamaño aparente en el cielo. Esto permite una amplia gama de eclipses solares distintos (totales, anulares o parciales).
Se han descubierto sistemas planetarios que tienen más de una estrella central (sistema estelar).

### Planetas
Los ocho planetas que componen el sistema solar son, de menor a mayor distancia respecto al Sol, los siguientes: Mercurio, Venus, Tierra, Marte, Júpiter, Saturno, Urano y Neptuno.
Los planetas son cuerpos que giran formando órbitas alrededor de la estrella, tienen suficiente masa para que su gravedad supere las fuerzas del cuerpo rígido, de manera que asuman una forma en equilibrio hidrostático (prácticamente esférica), y han limpiado la vecindad de su órbita de planetesimales (dominancia orbital).
Los planetas interiores son Mercurio, Venus, la Tierra y Marte y tienen la superficie sólida. Los planetas exteriores son Júpiter, Saturno, Urano y Neptuno, también denominados planetas gaseosos porque contienen en sus atmósferas gases como el helio, el hidrógeno y el metano, y no se conoce con certeza la estructura de su superficie.
El 24 de agosto de 2006, la Unión Astronómica Internacional (UAI) excluyó a Plutón como planeta del sistema solar, y lo clasificó como planeta enano.
A principios de 2016, se publicó un estudio según el cual puede existir un noveno planeta en el sistema solar, al que dieron el nombre provisional de Phattie. Dicho estudio se centró en la explicación de las órbitas de muchos de los objetos en el cinturón de Kuiper, que difieren mucho con las órbitas que se calculan, incluidos objetos muy conocidos como Sedna. Por tanto se surgió originalmente la idea de la existencia de un objeto no conocido perturbando dichas órbitas. Utilizando modelos matemáticos se realizaron simulaciones en computadora, y se determinó que el posible planeta tendría una órbita excéntrica a una distancia de unas entre 700 y 200 UA del Sol, y tardaría unos diez o veinte mil años en dar una vuelta.

#### Distancias de los planetas
Las órbitas de los planetas mayores se encuentran ordenadas a distancias del Sol crecientes, de modo que la distancia de cada planeta es aproximadamente el doble que la del planeta inmediatamente anterior, aunque esto no se ajusta a todos los planetas. Esta relación se expresa mediante la ley de Titius-Bode, una fórmula matemática aproximada que indica la distancia de un planeta al Sol, en Unidades Astronómicas (UA):
{\displaystyle a=0,4+0,3\times k\,\!}    
donde {\displaystyle k} = 0, 1, 2, 4, 8, 16, 32, 64, 128.
Donde la órbita de Mercurio se encuentra en k = 0 y semieje mayor 0,4 UA, la órbita de Marte es k = 4 a 1,6 UA, y Ceres (el mayor asteroide) es k = 8. En realidad las órbitas de Mercurio y Marte se encuentran en 0,38 y 1,52 UA. Esta ley no se ajusta a todos los planetas, por ejemplo Neptuno está mucho más cerca de lo que predice esta ley. No hay ninguna explicación de la ley de Titius-Bode y muchos científicos consideran que se trata tan solo de una coincidencia.

#### Características principales
Las principales características de los planetas del sistema solar son:
| Planeta  | Símb. | Diámetro ecuatorial* | Diámetro ecuatorial (km) | Masa* | Radio orbital (UA) | Periodo orbital (años) | Periodo de rotación (días) | Incl.** | Sat.*** | Composición de la atmósfera                  | Imagen |
| -------- | ----- | -------------------- | ------------------------ | ----- | ------------------ | ---------------------- | -------------------------- | ------- | ------- | -------------------------------------------- | ------ |
| Mercurio |       | 0,39                 | 4878                     | 0,06  | 0,39               | 0,24                   | 58,6667                    | 7°      | 0       | Trazas de hidrógeno y helio                  |        |
| Venus    |       | 0,95                 | 12100                    | 0,82  | 0,72               | 0,615                  | 243                        | 3,4°    | 0       | 96 % CO2, 3 % nitrógeno,0.1 % agua           |        |
| Tierra   |       | 1,00                 | 12756                    | 1,00  | 1,00               | 1,00                   | 1,00                       | 0°      | 1       | 78 % nitrógeno, 21 % oxígeno, 1 % argón      |        |
| Marte    |       | 0,53                 | 6787                     | 0,11  | 1,52               | 1,88                   | 1,03                       | 1,9°    | 2       | 95 % CO2, 1.6 % argón, 3 % nitrógeno         |        |
| Júpiter  |       | 11,2                 | 142984                   | 318   | 5,20               | 11,86                  | 0,414                      | 1,3°    | 79      | 90 % hidrógeno, 10 % helio, trazas de metano |        |
| Saturno  |       | 9,41                 | 120536                   | 95    | 9,54               | 29,46                  | 0,426                      | 2,5°    | 82      | 96 % hidrógeno, 3 % helio, 0.5 % metano      |        |
| Urano    |       | 3,98                 | 51108                    | 14,6  | 19,19              | 84,01                  | 0,718                      | 0,8°    | 27      | 84 % hidrógeno, 14 % helio, 2 % metano       |        |
| Neptuno  |       | 3,81                 | 49538                    | 17,2  | 30,06              | 164,79                 | 0,6745                     | 1,8°    | 14      | 74 % hidrógeno, 25 % helio, 1 % metano       |        |

* El diámetro y masa se expresan en relación con la Tierra  
** Inclinación de órbita (en relación con la eclíptica)  
*** Satélites naturales

### Planetas enanos
Los cinco planetas enanos del sistema solar, de menor a mayor distancia respecto al Sol, son los siguientes: Ceres, Plutón, Haumea, Makemake y Eris.
Los planetas enanos son aquellos que, a diferencia de los planetas, no han limpiado la vecindad de su órbita.
Poco después de su descubrimiento en 1930, Plutón fue clasificado como un planeta por la Unión Astronómica Internacional (UAI). Sin embargo, tras el descubrimiento de otros grandes cuerpos con posterioridad, se abrió un debate con objeto de reconsiderar dicha decisión. El 24 de agosto de 2006, en la XXVI Asamblea General de la UAI en Praga, se decidió que el número de planetas no se ampliase a doce, sino que debía reducirse de nueve a ocho, y se creó entonces la nueva categoría de planeta enano, en la que se clasificaría Plutón, que dejó por tanto de ser considerado planeta debido a que, por tratarse de un objeto transneptuniano perteneciente al cinturón de Kuiper, no ha limpiado la vecindad de su órbita de objetos pequeños.
| Planeta enano | Diámetro medio* | Diámetro (km) | Masa*   | Radio orbital (UA) | Periodo orbital (años) | Periodo de rotación (días) | Satélites naturales | Imagen |
| ------------- | --------------- | ------------- | ------- | ------------------ | ---------------------- | -------------------------- | ------------------- | ------ |
| Ceres         | 0,074           | 952,4         | 0,00016 | 2,766              | 4,599                  | 0,3781                     | 0                   |        |
| Plutón        | 0,22            | 2370          | 0,0021  | 39,482             | 247,92                 | -6,3872                    | 5                   |        |
| Haumea        | 0,09            | 1300-1900     | 0,0007  | 43,335             | 285,4                  | 0,167                      | 2                   |        |
| Makemake      | 0,12            | 1.420 ± 60    | 0,0007  | 45,792             | 309,9                  | 0.9375                     | 1                   |        |
| Eris          | 0,19            | 2326          | 0,0028  | 67,668             | 557                    | 1.0417                     | 1                   |        |

* El diámetro y masa se expresan aquí tomando como referencia los datos de la Tierra.

### Grandes satélites del sistema solar
Algunos satélites del sistema solar son tan grandes que, si se encontraran orbitando directamente alrededor del Sol, se clasificarían como planetas o como planetas enanos; por orbitar a los planetas principales, estos cuerpos pueden denominarse «planetas secundarios». El siguiente listado recoge los satélites del sistema solar que mantienen un equilibrio hidrostático:
| Satélite  | Planeta | Diámetro (km) | Periodo orbital | Imagen |
| --------- | ------- | ------------- | --------------- | ------ |
| Luna      | Tierra  | 3476          | 27d 7h 43,7m    |        |
| Ío        | Júpiter | 3643          | 1d 18h 27,6m    |        |
| Europa    | Júpiter | 3122          | 3,551181 d      |        |
| Ganímedes | Júpiter | 5262          | 7d 3h 42,6m     |        |
| Calisto   | Júpiter | 4821          | 16,6890184 d    |        |
| Titán     | Saturno | 5162          | 15d 22h 41m     |        |
| Tetis     | Saturno | 1062          | 1,888 d         |        |
| Dione     | Saturno | 1118          | 2,736915 d      |        |
| Rea       | Saturno | 1529          | 4,518 d         |        |
| Jápeto    | Saturno | 1436          | 79d 19h 17m     |        |
| Mimas     | Saturno | 416           | 22 h 37 min     |        |
| Encélado  | Saturno | 499           | 32 h 53 m       |        |
| Miranda   | Urano   | 472           | 1,413 d         |        |
| Ariel     | Urano   | 1162          | 2,52 d          |        |
| Umbriel   | Urano   | 1172          | 4,144 d         |        |
| Titania   | Urano   | 1577          | 8,706 d         |        |
| Oberón    | Urano   | 1523          | 13,46 d         |        |
| Tritón    | Neptuno | 2707          | -5877 d         |        |
| Caronte   | Plutón  | 1207          | 6,387 230 d     |        |

### Cuerpos menores

Planetas menores o planetoides

Los cuerpos menores del sistema solar están agrupados en:
- Cinturón de asteroides

- Objetos transneptunianos y Cinturón de Kuiper
- Nube de Oort

Un cuerpo menor del sistema solar (CMSS o del inglés SSSB, small Solar System body) es, según la resolución de la UAI (Unión Astronómica Internacional) del 22 de agosto de 2006, un cuerpo celeste que orbita en torno al Sol y que no es planeta, ni planeta enano, ni satélite:

Todos los otros objetos [referido a los que no sean ni planetas ni planetas enanos ni satélites], y que orbitan alrededor del Sol, se deben denominar colectivamente «cuerpos menores del sistema solar» (Small Solar-System Bodies).
Estos actualmente incluyen la mayoría de los asteroides del sistema solar, la mayoría de los objetos transneptunianos (OTN), cometas, y otros pequeños cuerpos.

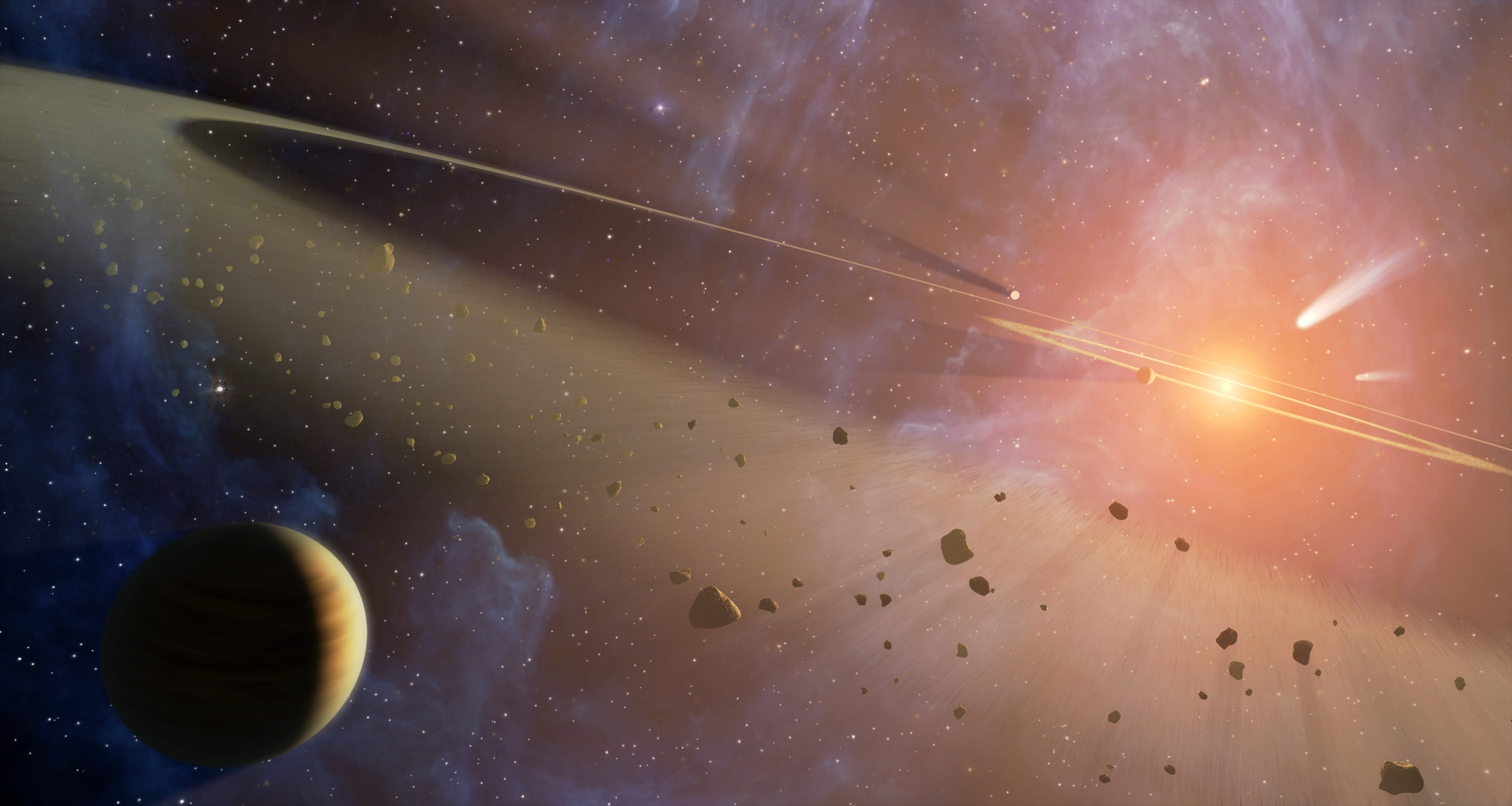
Recreación artística del nacimiento del Sistema Solar (NASA)

Por consiguiente, según la definición de la UAI, son cuerpos menores del sistema solar, independientemente de su órbita y composición:
- Los asteroides
- Los cometas
- Los meteoroides

Según las definiciones de planeta y de planeta enano, que atienden a la esfericidad del objeto debido a su gran masa, se puede definir como «cuerpo menor del sistema solar», por exclusión, a todo cuerpo celeste que, sin ser un satélite, no haya alcanzado suficiente tamaño o masa como para adoptar una forma esencialmente esférica.
Según algunas estimaciones, la masa requerida para alcanzar la condición de esfericidad se situaría en torno a los 5 x 1020 kg, resultando el diámetro mínimo en torno a los 800 km. Sin embargo, características como la composición química, la temperatura, la densidad o la rotación de los objetos pueden variar notablemente los tamaños mínimos requeridos, por lo que se rechazó asignar valores apriorísticos a la definición, dejando la resolución individual de cada caso a la observación directa.
Según la UAI, algunos de los cuerpos menores del sistema solar más grandes podrían reclasificarse en el futuro como planetas enanos, tras un examen para determinar si están en equilibrio hidrostático, es decir: si son suficientemente grandes para que su gravedad venza las fuerzas del sólido rígido hasta haber adoptado una forma esencialmente esférica.
Exceptuando los objetos transneptunianos, los cuerpos menores del sistema solar de mayor tamaño son Vesta y Palas, con algo más de 500 km de diámetro.
| Planetas menores | Diámetro ecuatorial (km) | Masa (M⊕)           | Radio orbital (UA) | Periodo orbital (años) | Periodo de rotación (días) | Imagen |
| ---------------- | ------------------------ | ------------------- | ------------------ | ---------------------- | -------------------------- | ------ |
| Vesta            | 578×560×458              | 0,000 23            | 2,36               | 3,63                   | 0,2226                     |        |
| Orcus            | 840 - 1880               | 0,000 10 - 0,001 17 | 39,47              | 248                    | ?                          |        |
| Ixion            | ~822                     | 0,000 10 - 0,000 21 | 39,49              | 248                    | ?                          |        |
| 2002 UX25        | 910                      | 0,000 123           | 42,9               | 277                    | 0.599 - 0.699              |        |
| 2002 TX300       | 900                      | ?                   | 43,102             | 283                    | ?                          |        |
| Varuna           | 900 - 1060               | 0,000 05 - 0,000 33 | 43,129             | 283                    | 0,132 o 0,264              |        |
| 1996 TO66        | 902 ?                    | ?                   | 43,2               | 285                    | 7,92                       |        |
| Quaoar           | 1280                     | 0,000 17 - 0,000 44 | 43,376             | 285                    | 0.7366                     |        |
| Aya              | 734                      | ?                   | 47,0               | 325                    | 8,86                       |        |
| 2002 TC302       | 584,1 +105,6 −88,0       | 0,003 98            | 55,535             | 413,86                 | ?                          |        |
| Gonggong         | 1280                     | -                   | 67,21              | 550                    | 0.93                       |        |
| Sedna            | 1180 - 1800              | 0,000 14 - 0,001 02 | 502,040            | 11500                  | ~0.41                      |        |
| 2018 VG18        | 500                      | ?                   | ?                  | ?                      | ?                          |        |

## La dimensión astronómica de las distancias en el espacio

Arriba a la izquierda: 1) Sistema solar interior: desde el Sol hasta el cinturón de asteroides. 2) A la derecha: sistema solar exterior: desde Júpiter hasta el cinturón de Kuiper. 3) Abajo a la derecha: la órbita del planeta menor Sedna en comparación con la imagen de la izquierda, la nube de Oort, límite exterior del sistema solar.

Para tener una noción de la dimensión astronómica de las distancias en el espacio, es interesante hacer un modelo a escala que permita tener una percepción más clara del mismo. Imagínese un modelo reducido en el que el Sol esté representado por una pelota de 220 mm de diámetro. A esa escala, la Tierra estaría a 23,6 m de distancia y sería una esfera con apenas 2 mm de diámetro (la Luna estaría a unos 5 cm de la tierra y tendría un diámetro de unos 0,5 mm). Júpiter y Saturno serían bolitas con cerca de 2 cm de diámetro, a 123 y a 226 m del Sol, respectivamente. Plutón estaría a 931 m del Sol, con cerca de 0,3 mm de diámetro. En cuanto a la estrella más próxima (Próxima Centauri), estaría a 6 332 km del Sol, y la estrella Sirio, a 13 150 km.
Si se tardase 1 h y cuarto en ir de la Tierra a la Luna (a unos 257 000 km/h), se tardaría unas tres semanas (terrestres) en ir de la Tierra al Sol, unos 3 meses en ir a Júpiter, 7 meses a Saturno y unos dos años y medio en llegar a Plutón y abandonar el sistema solar. A partir de ahí, a esa velocidad, sería necesario esperar unos 17 600 años hasta llegar a la estrella más próxima, y 35 000 años hasta llegar a Sirio.
Una escala comparativa más exacta puede tenerse si se compara el Sol con un disco compacto de 12 cm de diámetro. A esta escala, la Tierra tendría poco más de un milímetro de diámetro (1,1 mm) y estaría a 6,44 metros del Sol. El diámetro de la estrella más grande del Universo conocido, Stephenson 2-18, sería de 258 metros (imagínese esa enorme estrella de casi tres manzanas de casas de tamaño, en comparación con nuestra estrella de 12 cm). La órbita externa de Eris se alejaría a 625,48 metros del Sol. Allí nos espera un gran vacío hasta la estrella más cercana, Próxima Centauri, a 1645,6 km de distancia. A partir de allí, las distancias galácticas exceden el tamaño de la Tierra (aun utilizando la misma escala). Con un Sol del tamaño de un disco compacto, el centro de la galaxia estaría a casi 11 millones de kilómetros y el diámetro de la Vía Láctea sería de casi 39 millones de kilómetros. Habría un enorme vacío, pues la galaxia Andrómeda estaría a 1028 millones de kilómetros, casi la distancia real entre el Sol y Saturno.